# Teología mística
La Teología Mística es una de las ramas de la Teología caracterizada por la búsqueda de una experiencia personal trascendente de Dios.
Si bien es un término cristiano resulta extensible a otras religiones, escuelas o movimientos que tienen su propio desarrollo místico.